# Canindé (rivier in Piauí)
De Canindé (Portugees: Rio Canindé) is een rivier in Brazilië. Zij stroomt door de deelstaat Piauí en mondt bij Amarante uit in de Parnaíba.
Bij Francisco Ayres monden de Piauí en Riacho Santo Aleixo uit in de Canindé. Stroomopwaarts gaat de Corrente op in de Canindé.

## Plaatsen aan de rivier
Plaatsen aan de rivier zijn onder andere:
- Paulistana
- Conceição do Canindé
- Santo Inácio do Piauí
- Francisco Ayres
- Amarante